# 2342 Lebedev
2342 Lebedev è un asteroide della fascia principale. Scoperto nel 1968, presenta un'orbita caratterizzata da un semiasse maggiore pari a 3,2271522 UA e da un'eccentricità di 0,1318633, inclinata di 0,35231° rispetto all'eclittica.